# Comuna Roskilde
Roskilde (Roskilde Kommune) este o comună din regiunea Sjælland, Danemarca, cu o suprafață totală de 212,05 km².